# 三裂
《三裂》（Trifid）是捷克共和国Darwiniana协会的官方出版物，为捷克文季刊。其内容包括园艺资讯、野外考察报告及学术报告。该期刊创办于1990年，原名为《Amatérské Pěstování Masožravých Rostlin》，1996年更名为《三裂》。其版式为B5，每期约36页，其中24页为彩色。

## 扩展阅读
- Back issues of Trifid（页面存档备份，存于） （捷克文）
- Back issues of Amatérské Pěstování Masožravých Rostlin（页面存档备份，存于） （捷克文）
- List of articles published in APMR and Trifid